# 特徵標理論
在數學裡，尤其是在群表示理論裡，一個群表示的特徵標（character）是一個將群的每個元素映射對應矩陣的跡(Trace)的函數。特徵標蘊藏著群的許多重要性質，且因此可以用來做群的研究。
特徵標理論是對有限簡單群分類的一個有重要的工具。在范特-湯普遜定理證明接近一半的地方會有一個用到特徵標的複雜計算。另外還有一些較簡單但一樣重要的結論需用在特徵標理論，如伯恩賽德定理及理查·布勞爾和鈴木通夫所證出之定理，此定理表示有限簡單群不會有一個為廣義四元群的西洛2-子群。

## 定義
設V為一個域F上的有限維向量空間且設{\displaystyle \rho \colon G\to \mathrm {GL} (V)}為一個群G於V上的表示。則ρ的特徵標即為如下給定之函數
{\displaystyle \chi _{\rho }(g)=\mathrm {Tr} (\rho (g))\,}
其中{\displaystyle \mathrm {Tr} }為矩陣的跡數。
一個特徵標χρ若被稱為是不可約的，即表示ρ是一個不可約表示。若被稱為是線性的，則表示ρ的維度等於1。χρ的核為集合
{\displaystyle \ker \chi _{\rho }:=\left\lbrace g\in G\mid \chi _{\rho }(g)=\chi _{\rho }(1)\right\rbrace }
其中{\displaystyle \chi _{\rho }(1)}是χρ在群單位元上的值。當ρ是G的k維表示且1為G的單位元時，
{\displaystyle \chi _{\rho }(1)=\operatorname {Tr} (\rho (1))=\operatorname {Tr} {\begin{bmatrix}1&&0\\&\ddots &\\0&&1\end{bmatrix}}=\sum _{i=1}^{k}1=k=\dim \rho }
和特徵標群的情況不同，一個群的特徵標通常不會自己「形成」一個群。

## 拓撲群的情形
在調和分析中，通常定義局部緊阿貝爾拓撲群 {\displaystyle G} 的特徵標為連續群同態 {\displaystyle \chi :G\to \mathbb {S} ^{1}}；在此，{\displaystyle \mathbb {S} ^{1}} 表示單位圓構成的群，等價地說就是 {\displaystyle \mathbb {R} /\mathbb {Z} }。
部份作者將特徵標的定義放寬為連續群同態 {\displaystyle \chi :G\to \mathbb {C} ^{\times }}，而將取值在 {\displaystyle \mathbb {S} ^{1}} 者稱作么特徵標。其他人則保留原初定義，而將這類廣義的特徵標稱為擬特徵標。
{\displaystyle G} 的全體特徵標構成一個群 {\displaystyle {\hat {G}}}，群二元運算的定義是 {\displaystyle (\chi \cdot \eta )(g)=\chi (g)\to \eta (g)}，稱為對偶群。龐特里雅金對偶性總結了對偶群的一般性質。

## 性質
- 特徵標是一個類函數，即為對一個共軛類內的所有元素來說，χ會是個常數。

- 两个同構的表示會有相同的特徵標。若系数域的特征char(F)=0，则两个表示為同構的，若且唯若它们有著完全相同的特徵標。

- 若一個表示可以是多個子表示的直和：{\displaystyle V=W_{1}\oplus W_{2}\oplus \cdot \oplus W_{r}}，則其相對應的特徵標會是其所有子表示的特徵標之和：{\displaystyle \forall g\in G,\ \chi _{V}(g)=\chi _{W_{1}}(g)+\chi _{W_{2}}(g)+\cdot +\chi _{W_{r}}(g)}。

- 在有限群的情况下，每個特徵標{\displaystyle \chi \ (g)}都是n個m次單位根之和，其中n為表示內域的維度，m則是g的阶。

- 若F是代數封閉的且char(F)不可以整除G的阶|，則G的不可約特徵標之數量等於G的共軛類數： {\displaystyle |Irr(G)|=|Conj(G)|}。

### 算術性質
令{\displaystyle \rho }和{\displaystyle \sigma }為G的兩個表示，則有下列的等式成立：
{\displaystyle \chi _{\rho \oplus \sigma }=\chi _{\rho }+\chi _{\sigma }}
{\displaystyle \chi _{\rho \otimes \sigma }=\chi _{\rho }\cdot \chi _{\sigma }}
{\displaystyle \chi _{\rho ^{*}}={\overline {\chi _{\rho }}}}
{\displaystyle \chi _{{\textrm {Alt}}^{2}\rho }(g)={\frac {1}{2}}\left[\left(\chi _{\rho }(g)\right)^{2}-\chi _{\rho }(g^{2})\right]}
{\displaystyle \chi _{{\textrm {Sym}}^{2}\rho }(g)={\frac {1}{2}}\left[\left(\chi _{\rho }(g)\right)^{2}+\chi _{\rho }(g^{2})\right]}
其中{\displaystyle \rho \oplus \sigma }為兩者的直和、{\displaystyle \rho \otimes \sigma }為兩者的張量積、{\displaystyle \rho ^{*}}為{\displaystyle \rho }的共軛轉置、以及Alt称为交替積{\displaystyle {\textrm {Alt}}^{2}\rho =\rho \wedge \rho }而Sym則称为對稱方，其值由下式決定
{\displaystyle \rho \otimes \rho =\left(\rho \wedge \rho \right)\oplus {\textrm {Sym}}^{2}\rho }.

## 特徵標的誘導與限制
設 {\displaystyle G} 為有限群，{\displaystyle H\leq G} 為其子群，而 {\displaystyle \rho } 為 G 的表示，其特徵標記為 {\displaystyle \chi }。令 {\displaystyle \mathrm {Ind} _{H}^{G}(\chi )} 為誘導表示 {\displaystyle \mathrm {Ind} _{H}^{G}(\rho )} 的特徵標；根據弗羅貝尼烏斯互反定理，對所有 {\displaystyle G} 的特徵標 {\displaystyle \eta }，恆有下述等式
{\displaystyle \langle \mathrm {Ind} _{H}^{G}(\chi ),\eta \rangle _{G}=\langle \chi ,\eta |_{H}\rangle _{H}}
此等式可用來刻劃類函數 {\displaystyle \mathrm {Ind} _{H}^{G}(\chi )}。事實上，若選定陪集分解
{\displaystyle G=\bigcup _{t}Ht}
還可以明確地寫下 {\displaystyle \mathrm {Ind} _{H}^{G}(\chi )} 的取值：
{\displaystyle \mathrm {Ind} _{H}^{G}(\chi )(g)={\begin{cases}\sum _{tht^{-1}\in H}\chi (tht^{-1}),{\mbox{ if g is conjugate to some h}}\in H\\0,{\mbox{ otherwise}}\end{cases}}}

## 特徵標表
一個有限群的不可約特徵標可以形成一個特徵標表，其蘊含著許多有關群G在緊緻形式時的有用資訊。每一行標記著一個不可約特徵標且包含著此一特徵標在每個G的共軛類上的值。
下面是有三個元素之循環群C3的特徵標表：
|    | (1) | (u) | (u2) |
| 1  | 1   | 1   | 1    |
| χ1 | 1   | u   | u2   |
| χ2 | 1   | u2  | u    |

其中的u為一個原三次單位根。
特徵標表總會是正方的，因為不可約表示的數目總會相等於共軛類的數目。特徵標表的第一個行總會是1，其對應至群的當然表示上。

### 正交關係
有關特徵標表最重要的性質之一為其在行與列上都會有著正交關係。
對特徵標(即對特徵標表中的行)的內積由下給出：
{\displaystyle \left\langle \chi _{i},\chi _{j}\right\rangle :={\frac {1}{\left|G\right|}}\sum _{g\in G}\chi _{i}(g){\overline {\chi _{j}(g)}}} 其中 {\displaystyle {\overline {\chi _{j}(g)}}} 表示 {\displaystyle \chi _{j}}在g上的值的複數共軛。
對於此一內積而言，不可約特徵標两两正規正交：
{\displaystyle \left\langle \chi _{i},\chi _{j}\right\rangle ={\begin{cases}0&{\text{如 果 }}\,i\neq j\\1&{\text{如 果 }}\,i=j\end{cases}}}
對表中的列的正交關係則由下列給出：
對{\displaystyle g,h\in G}，其和為{\displaystyle {\frac {1}{\left|G\right|}}\sum _{\chi _{i}}\chi _{i}(g){\overline {\chi _{i}(h)}}={\begin{cases}1/\left|C_{G}(g)\right|&{\mbox{ 如 果 }}\,g,h{\mbox{ 共 軛 }}\\0&{\mbox{ 如 果 }}\,g,h{\mbox{ 不 共 軛 }}\end{cases}}}
其中相加的範圍為所有G的不可約特徵標{\displaystyle \chi _{i}}，而符號{\displaystyle \left|C_{G}(g)\right|}則表示為g的共軛類之大小。
此一正交關係可以幫助許多的運算，如：
- 將一個未知特徵標分解成不可約特徵標的線性組合。
- 當只有一些不可約特徵標為可知時，建構其完整的特徵標表。
- 求出群的共軛類的表示的中心化子的階。
- 求出群的階。

### 特徵標表性質
一個群G的某些性質可以由其特徵表中推導出來：
- G的階就是表上所有特徵標之在1上的取值的平方：(χ(1))2的總和（伯恩赛德公式）。
- G是可換的若且唯若對每個在表上的特徵標，χ(1) = 1。
- G有一個非當然正規子群(即G不是一個簡單群)若且唯若對於某些表上的非當然特徵標χ和一些於G內的非單位元素g，會有χ(1) = χ(g)。

特徵標表通常不會將群分至同構：例如，四元群Q和有8個元素的二面體群D4會有同樣的特徵標表。
對有限群之特別例子，詳見有限群表示理論。
一維表示的特徵標會形成一個特徵標群，其和數論中有著很重要的關連。